# Sécurité publique Canada
Pour les articles homonymes, voir Ministère de la Sécurité publique.
Sécurité publique Canada (SPC ; en anglais : Public Safety Canada ; nom légal : ministère de la Sécurité publique et de la Protection civile) est, au Canada, le ministère chargé de veiller à la sécurité du Canada sur tous les plans, des catastrophes naturelles aux crimes et au terrorisme.

## Mission
Le ministère de la Sécurité publique doit préparer des programmes de mesures d'urgences et élaborer des politiques en ce sens. Il doit notamment :
- travailler avec les autres ordres de gouvernement et les exploitants d'infrastructures essentielles pour veiller à ce que les Canadiens disposent de services essentiels dans les situations d'urgence ;
- fournir des informations pour aider les Canadiens à se préparer aux situations d'urgence ;
- exploiter le Centre des opérations du gouvernement, lequel surveille en tout temps les sources potentielles de menaces et assure la coordination des forces de l'ordre en cas d'urgence nationale ;
- aider les organismes d'application de la loi à mettre en place les politiques et les technologies nécessaires à une meilleure communication des données et des renseignements ;
- contribuer au financement des services de police dans plusieurs collectivités autochtones ;
- diriger le travail d'élaboration des politiques et des lois fédérales relatives au système correctionnel
- travailler avec des collaborateurs afin de prévenir les actes criminels.

## Organismes relevant de Sécurité publique Canada
L'article 5 de la loi sur le ministère de la Sécurité publique et de la Protection civile cite les principales entités dont est responsable Sécurité publique Canada:
- Agence des services frontaliers du Canada
- Centre canadien des armes à feu
- Commission des libérations conditionnelles du Canada
- Gendarmerie royale du Canada
- Service canadien du renseignement de sécurité
- Service correctionnel du Canada

Sécurité publique Canada collabore également avec trois organes de surveillance de la sécurité publique.
- La Commission civile d'examen et de traitement des plaintes relatives à la Gendarmerie royale du Canada (CCETP)
- Le Bureau de l'enquêteur correctionnel (BEC)
- Le Comité externe d'examen de la GRC (CEE)